# Црвена јабука
Црвена јабука је рок група из бивше Југославије која потиче из Сарајева, из Босне и Херцеговине, али тренутно делује у Загребу и Сплиту, у Хрватској. У бившој Југославији ово је била једна од најуспешнијих и најплоднијих група.

## Историја
Црвена јабука је основана 1985. године у Сарајеву. У оригиналној постави групу су чинили: Дражен Ричл Зијо (вокал, соло гитара, текстописац), Златко Арсланагић Злаја (ритам гитара, текстописац), Дражен Жерић Жера (клавијатуре, пратећи вокал), Аљоша Буха (бас-гитара) и Дарко Јелчић Цуња (бубњеви, удараљке). Њихова музика је била инспирисана Битлсима и Индексима. Први албум, „Црвена јабука“, објављен 1986. био је тренутни успех. Група је брзо стекла велику популарност широм бивше Југославије. У лето 1986. група је кренула на концерт у Мостар и доживела саобраћајну несрећу код Јабланице у којој су погинули Дражен Ричл Зијо и Аљоша Буха.
Након једне године паузе, група је објавила други албум „За све ове године“, који се сматрао као нека врста посвете. Чинило се да се група распала, пошто је Ричл био оличење и душа групе, али је успех другог албума охрабрио преостале чланове да наставе као трио, са Златком Арсланагићем као главним текстописцем, Драженом Жерићем као певачем и Дарком Јелчићем на бубњевима. Групи су се придружили и Никша Братош из групе „Валентино“ и басиста Бранко Саука. Убрзо им се придружио и клавијатуриста Златко Воларевић „Дилајла“. Њихов трећи албум, „Сањати“, објављен 1988, је био још већи успех и сматра се једним од најбољих поп албума икад објављених на простору бивше Југославије. После објављивања албума, група је отпочела велику турнеју од 180 концерата широм Југославије. После завршене турнеје јануара 1989. године поново су снимили студијски албум, свој четврти по реду, под називом „Тамо гдје љубав почиње“. Овај албум је са собом донео неколико прелепих балада, попут „Волио бих да си ту“, „Туга, ти и ја“, „Остани“ идр.
У парку Ташмајдан, 23. јуна 1989. године, група је одржала незаборавни концерт праћен летњим пљуском који није растерао публику. У наставку турнеје, у Сарајеву, Титограду, Загребу и Бањалуци, снимили су концертни албум „Узми ме кад хоћеш ти“, који се у продаји нашао 1990. године. У то време гитару је на концертима свирао нови члан групе, Игор Ивановић, који је заменио Никшу Братоша, који се тада посветио само студијском раду. Године 1990, пошто је албум „Сањати“ достигао златни тираж, Црвена јабука је награђена међународном наградом Ampex Golden Rool Award. 
Почетком 1991. године снимили су свој нови албум, „Некако с прољећа“. Са групом је поново био Никша Братош који је радио продукцију и свирао гитару на плочи, заједно са новим гитаристом, Зораном Шербеџијом. Све песме је написао Злаја. Гост на плочи био је Кемал Монтено, у песми „Некако с прољећа“. Албум се у продаји нашао на пролеће исте године. Због веома лошег политичког стања у Југославији група није могла урадити промоцију албума на концертима широм земље. Први који је напустио Сарајево је био вођа групе Златко Арсланагић, који се преселио у Лондон а касније у Канаду. Бане Саука се одселио у Чешку, Дилајла у родни Метковић, Зоран Шербеџија у Немачку, Никша у Загреб а Жера и Цуња су остали у Сарајеву све до средине 1994. године, када су прешли у Загреб.

### Нови почетак
Група прави паузу све до краја рата, до 1995. године, када је Дражен Жерић поново окупио групу у новом саставу. Клавијатуре је свирао Данијел Ластрић, бас Крешимир Каштелан „Крешо“ а остатак екипе је остао исти — Дарко Јелчић „Цуња“ за бубњевима и Никша Братош као гитариста, осим Злаје који је написао скоро све песме у периоду од 1985. до 1991. године. Групи се придружио други гитариста, Марио Вукчевић „Џими“.
Од тог тренутка су почели да стварају материјал за нови албум. На албуму су се нашле неке ствари које је написао покојни Дражен Ричл. У стварању албума су учествовали и Саша Лошић и Златан Фазлић. Нови албум, „У твојим очима“, појавио се у продаји 17. јануара 1996. године. Група је организовала концерте у Словенији, Хрватској, Босни и Херцеговини и Данској, где им се придружио и нови гитариста, Саша Залепугин. Део тонског записа са концерта у Загребу је пренесен на ЦД "Live" који ће бити објављен 2001. године. После повратка из Данске су уследили концерти 16. маја 1997. године у Тузли и 17. маја у Сарајеву у препуној Скендерији. Након успешне турнеје по земљи и иностранству одлучили су да свој одмор потраже на мору у Макарској, где су некада Злаја, Ричл, Аљоша, Жера и Цуња почели припрему свог првог албума. Тако су уместо одмора заправо почели да стварају материјал за свој нови албум под именом „Свијет је лопта шарена“. Међутим, у то време групу је напустио гитариста Марио Вукчевић „Џими“. Нови албум је донео неколико хитова попут „Вјетар“, „Стижу ме сјећања“ и „Да ми је до ње“. Након објављивања новог албума, група је кренула на турнеју на којој су снимили концертни албум „Live“. Групу је напустио Саша Залепугин, а на његово место је дошао Златко Бебек. 
У Загребу су 13. и 14. фебруара 1999. године одсвирали акустични концерт и објавили га под називом „Ризнице сјећања“. Поред стандардних хитова, налази се и по први пут одсвирана песма „Мој град“. Дражен Жерић је исте године учествовао у босанском избору за Евросонг са песмом Златана Фазлића „Провео бих живот испод мостова“.
Албум „Све што сањам“ се у продаји нашао 2000. године. У Србији је лиценцно објавила Гранд Продукција. Поред „Твога срца врата“, веома популарне су биле и песме далматинског и тамбурашког мелоса „Нико није луд да спава“ и „Ни задњи, ни први“. Видео-спот „Твојим жељама вођен“ најавио је 2002. године истоимени албум, а већ следеће године ће у мају први пут одржати концерт у Београду након распада Југославије.
20 година од првог албума обележиће албум „Опрости што је љубавна“. До публике су пролаз нашле нумере „Ти ми душу узимаш“, „Есма“, „Два и два (и она мала барка)", као и дует са Арсеном Дедићем „Знам“. У сећање на Дражена Ричла, поново је наснимљена „Туго несрећо“, а обрада „Зарјавеле тробенте“ групе Конгрес за Аљошу Буху.
Креативни пад ће бити очигледан појавом албума „Душа Сарајева“. Тек песме попут „Очи боје срце“ и „Ја сам Богу близу“ скрећу мало пажње на себе. ЦД бележи и обраду Кемала Монтена „Напиши једну љубавну“.
У филму Дејана Радонића „Духови Сарајева“, Хари Мата Хари и Жера ће отпевати главну нумеру „Док Миљатска протиче“.
На ЦМЦ фестивалу 2008. године учествују са песмом "Глупо је", а у Широком Бријегу на Херцеговачком радијском фестивалу са „Шампањски пољубац“, која ће се наћи на следећем албуму једноставног назива "Волим те“ (2009). Уз "Милион жена", свој пут до публике су нашле и дуетске песме. Интересантна обрада групе "Queen", песма "Годинама" са фолк легендом Халидом Бешлићем, „Златна ружа“ са Дадом Чаушевићем, а на простору БиХ и Хрватске посебно је била популарна "Jazz.ba" у којој су гости Антимон и Енис Бешлагић. Са истом песмом су наступали и на Хрватском радијском фестивалу. На фестивалу „Мелодије Мостара” ући ће у финале са песмом „Много ружа”.
25 година од настанка групе ће обележити четворострука ЦД компилација највећих хитова „Да није љубави“, као и први ДВД са видео-спотовима „С друге стране сјећања“. Антологијска компилација бележи и поново уснимљене старе хитове „Са твојих усана“, „За све ове године“, „Умријећу ноћас од љепоте“, „Осим тебе љубави“, „Кад казаљке се поклопе“ (првобитна верзија се налази на новогодишњем промо синглу из 1988.), „Дирлија“ (гост у реп деоници - Shorty) и соло отпевану „Док Миљатска протиче“. Две нове песме су обрада Индекса „Балада“, као и „Лагано умирем (у твоме сјећању)" Мирослава Руса и ИТД бенда. Јубилеј је пратила веома запажена турнеја која ће повратити велику популарност Црвене јабуке. 
Крајем 2010. године ће лансирати радијски хит „Украст ћу ти снове“, а марта 2011. са Жељком Бебеком песму „Клетва“, што ће најавити 13. студијски албум „За твоју љубав“. Пут до слушалаца брзо проналази песма „До срца“. Албумом као и до сада прожимају љубавне песме, али и несхватљиво велики број обрада. Након 15 година поново гостује фронтмен Плавог оркестра Саша Лошић, у песми „Љубав је јака“. Крајем 2011. снимили су дует „Исток, север, југ и запад“ са Индиром Радић.
Maja 2013. године, група је објавила сингл за песму „Имам неке форе“, којом је најављен излазак 14. студијског албума „Нек' буде љубав“ који је објављен јуна 2013. Са тог албума су се издвојили још и синглови за песме: „Рођендан“, „Украст ћу ти снове“, „За њене очи“, „Често питам за тебе“ и дует са гитаристом Карлом Мартиновићем „Вјерујем“. На албуму се нашло и још интересантних дуета: са Кемалом Монтеном „Црвени пољупци“, поново се нашао и дует са Халидом Бешлићем „Годинама“ у верзији уживо и дует Жере и групе Неверне бебе „Ово је крај“.
Новембра 2013, објављена су реиздања првих пет студијских албума ове групе у бокс-сет едицији Кроација Рекордса Original Album Collection.
Дана 18. фебруара 2014, група је одржала unplugged концерт у дворани „Ватрослав Лисински“. Са тог концерта је децембра 2014. објављен дупли ЦД под називом „Бивше дјевојчице, бивши дјечаци - Unplugged Live у Лисинском“. На компилацији се налази симболичних 30 песама зато што у 2015, група слави 30 година постојања. Поводом тог јубилеја, група је за 2015. испланирала излазак новог албума.
2016. године наступају на фестивалу у Сплиту са песмом Оде Жера у морнаре и на фестивалу у Водицама са песмом Моја мала Далматинко. Обе песме су се нашле на албуму 2016, који је изашао на два ЦД-а.
2017. године, групу напушта Дарко Јелчић Цуња због, како је навео, неисплаћених хонорара. 2018. године издају албум под називом Nocturno, а две године касније и албум Тврђава.
Крајем 2022. године су издали албум под називом "Нека нова јутра". За Дан Заљубљених 2023. године, одржан је трочасовни концерт у Арени Загреб.

## Албуми

### Студијски албуми
- Црвена јабука (1986)
- За све ове године (1987)
- Сањати (1988)
- Тамо гдје љубав почиње (1989)
- Некако с прољећа (1991)
- У твојим очима (1996)
- Свијет је лопта шарена (1997)
- Све што сањам (2000)
- Твојим жељама вођен (2002)
- Опрости што је љубавна (2005)
- Душа Сарајева (2007)
- Волим те (2009)
- За твоју љубав (2011)
- Нек' буде љубав (2013)
- 2016 (2016)
- Nocturno (2018)
- Тврђава (2020)
- Нека нова јутра (2022)

### Уживо албуми
- Узми ме (кад хоћеш ти) - двоструки (1990)
- Live Дом спортова Загреб 1996 (2001)
- Ризнице сјећања - Unplugged (1999)
- Бивше дјевојчице, бивши дјечаци - Unplugged live у Лисинском (2014)

### Компилације
- Има нешто од срца до срца - 18 оригиналних хитова (1993)
- Златна колекција - двоструки (2004)
- Ultimate Collection - двоструки (2008)
- Да није љубави - 25 година - четвороструки (2010)
- Најљепше љубавне пјесме (2010)
- Original Album Collection - петоструки (2013)
- Christmas Limited Edition (2017)

### ДВД
- С друге стране сјећања (2010)

## Чланови групе

### Садашњи чланови
- Дражен Жерић Жера — вокал, пратећи вокал, клавијатуре, програминг, мелодика, хармоника, усна хармоника, флаута, удараљке
- Дарио Дувњак — главна гитара
- Крешимир Каштелан Крешо — бас-гитара, акустична гитара, клавијатуре, удараљке
- Адријан Борић — бубњеви, удараљке
- Стјепан Шарић — клавијатуре

### Бивши чланови
- Дарко Јелчић Цуња — бубњеви, удараљке
- Дражен Ричл Зијо Пара — вокал, соло гитара, текстописац, композитор
- Златко Арсланагић Злаја — ритам гитара, соло гитара, акустична гитара, бас-гитара, удараљке, пратећи вокал, текстописац, композитор
- Аљоша Буха — бас-гитара
- Никша Братош — соло гитара, ритам гитара, акустична гитара, бас-гитара, тамбура, клавијатуре, синтисајзер гитара, програминг, мандолина, хармоника, виолина, усна хармоника, труба, тромбон, саксофон, кларинет, флаута, мелодика, удараљке, пратећи вокал, композитор
- Срђан Шербеџија — бас-гитара
- Бранко Саука Бане — бас-гитара
- Златко Воларевић Дилајла — клавијатуре, програминг, пратећи вокал
- Игор Ивановић — соло гитара, ритам гитара, пратећи вокал
- Зоран Шербеџија Зока — ритам гитара, соло гитара
- Данијел Ластрић — клавијатуре, пратећи вокал
- Марио Вукчевић Џими — соло гитара, ритам гитара
- Саша Залепугин — соло гитара, ритам гитара
- Златко Бебек — соло гитара, ритам гитара
- Јосип Андрић — клавијатуре, програминг
- Марко Белошевић — клавијатуре, програминг
- Дамир Гонз — соло гитара, ритам гитара, акустична гитара, клавијатуре, програминг, удараљке, пратећи вокал
- Томислав Шкрак — соло гитара

## Фестивали

### Хрватски радијски фестивал
- Све што сањам, 2001
- 2 и 2... И она мала барка, 2004
- Добро нека свира, 2005
- Ја сам Богу ближи, 2006
- Дуј, дуј, 2007
- Jazz.ba (са Енисом Бешлагићем и групом Антимон), 2009

### Сунчане скале, Херцег Нови
- Ти ми душу узимаш, 2005

### Мелодије Мостара
- Много ружа, 2009

### CMC festival, Водице
- Глупо је... (Ревијално вече фестивала), 2008
- Лагано умирем (У твоме сјећању), 2010
- Маре, 2012
- Вољена, 2013
- Моја мала Далматинко, 2016
- Љето / Сањам те, 2021
- Тамо на вјетру са Дунава (соло Дражен Жерић Жера), 2021

### Радијски фестивал, Србија
- Вољена, 2013

### Сплит
- Оде Жера у морнаре (са клапом Пунтамика), 2016